# Huxley (Iowa)
Huxley é uma cidade localizada no estado americano de Iowa, no Condado de Story.

## Demografia
Segundo o censo americano de 2000, a sua população era de 2316 habitantes.
Em 2006, foi estimada uma população de 2531, um aumento de 215 (9.3%).

## Geografia
De acordo com o United States Census Bureau tem uma área de
2,9 km², dos quais 2,9 km² cobertos por terra e 0,0 km² cobertos por água. Huxley localiza-se a aproximadamente 263 m acima do nível do mar.

## Localidades na vizinhança
O diagrama seguinte representa as localidades num raio de 12 km ao redor de Huxley.